# Почения
Почения (итал. Pocenia) —  коммуна в Италии, располагается в регионе Фриули-Венеция-Джулия, в провинции Удине.
Население составляет 2665 человек (2008 г.), плотность населения составляет 111 чел./км². Занимает площадь 24 км². Почтовый индекс — 33050. Телефонный код — 0432.
Покровителем коммуны почитается святитель Николай Мирликийский, чудотворец, празднование 6 декабря.

## Демография
Динамика населения:

## Администрация коммуны
- Официальный сайт: http://www.comune.pocenia.ud.it